# Snipperclips
Snipperclips: Cortemoslo juntos! es un videojuego de lógica y puzle desarrollado por SFB Games y publicado por Nintendo para Nintendo Switch. El juego fue lanzado mundialmente el 3 de marzo de 2017 como un título de lanzamiento digital para el Nintendo Switch eShop. El juego hace uso de un mecánico de corte para permitir a los jugadores cooperar y resolver la forma y la física basada en puzles.

## Jugabilidad
Snipperclips es un videojuego de puzle cooperativo de  hasta cuatro jugadores. En el modo "World" principal para uno o dos jugadores, los jugadores controlan dos personajes llamados Snip y Clip, que poseen cuerpos conformados que pueden ser rotados en su lugar. Cuando los dos personajes se superponen entre sí, un jugador puede recortar la porción superpuesta del otro jugador, alterando la forma de su cuerpo. Usando este mecánico, los jugadores deben llegar a formas creativas para resolver varios puzles, cada uno con objetivos únicos. Los objetivos incluyen encajar dentro de una plantilla de forma, llevar objetos como una pelota de baloncesto o un lápiz a un área específica, o cortar un extremo puntiagudo para hacer estallar los globos. Además, hasta cuatro jugadores pueden jugar los modos Party y Blitz del juego. El modo Party cuenta con rompecabezas únicos diseñados para jugadores adicionales, mientras que el modo Blitz cuenta con varios juegos competitivos, como baloncesto, hockey y cortar los deathmatches.

## Desarrollo
El contenido para Snipperclips fue desarrollado originalmente en Adobe Flash por el desarrollador independiente británico SFB Games bajo el nombre FriendShapes. El juego, diseñado por los hermanos Adam y Tom Vian durante un atasco de un día de juego, fue presentado por primera vez en el EGX 2015 y fue presentado en la Games Developers Conference de 2015 European Innovative Games Showcase. Los juegos de SFB se acercaron a Nintendo sobre la publicación del juego y comenzaron el desarrollo del juego completo en 2016 usando el motor de Unity. En enero de 2017, el juego fue anunciado como un nuevo IP para Nintendo Switch, bajo el nuevo nombre de Snipperclips. El juego fue lanzado como un título de lanzamiento para el sistema a través de Nintendo eShop el 3 de marzo de 2017.

## Recepción
Snipperclips recibió críticas generalmente favorables, según el agregador de la revisión Metacritic. IGN dio el juego 8/10, elogiando la experiencia multijugador del juego. Metro dio el juego 8/10, llamándolo "uno de los mejores juegos cooperativos de los últimos años". The Guardian lo describió como "adictivo". Polygon declaró que Snipperclips era "un juego complicado y complicado de lógica y astucia".